# Pomník Willyho Brandta (Varšava)
Pomník Willyho Brandta (pomník varšavského pokleknutí) je umístěný ve Varšavě, hlavním městě Polska, při křížení ulic „Karmelicka“ a „Józefa Lewartowskiego“. Skulptura upomíná na událost ze 7. prosince 1970, kdy Polsko navštívil tehdejší západoněmecký kancléř Willy Brandt, a během návštěvy zavítal i k Pomníku hrdinů ghetta odkazujícím na povstání ve varšavském ghettu během druhé světové války. Před pomníkem Brandt mlčky poklekl a symbolicky tak uctil památku milionů zavražděných.
Pomník Brandtova gesta odhalili německý kancléř Gerhard Schröder a polský ministerský předseda Jerzy Buzek dne 6. prosince 2000, v předvečer 30. výročí události. Účastníky aktu byli také Günter Grass a vdova po Brandtovi Brigitte Seebacherová-Brandtová. Vlastní památník vytvořil Piotr Drachal, který na něj umístil bronzovou desku zobrazující klečícího kancléře od Wiktorie Czechowské-Antoniewské. Z boční strany je osazena další tabule popisující události vedoucí ke zbudování pomníku.